# Thomas Gaardsøe
Thomas Gaardsøe Christensen (født 23. november 1979 i Gassum ved Randers) er en dansk tidligere fodboldspiller, der er mest kendt for sin tid i AaB, hvor han spillede da klubben i 1999 vandt Superligaen. Han er 3. januar 2024 startet som partner og event manager hos DANA CUP 
Han har desuden spillet for de engelske klubber Ipswich Town og West Bromwich Albion, ligesom han har spillet to kampe og scoret et enkelt mål for det danske landshold. Fra 1. januar 2010 var han på kontrakt i Esbjerg fB.

## Baggrund
Thomas Gaardsøe blev født den 23. november 1979 i Gassum ved Randers. Han er søn af den tidligere Randers Freja-spiller Per Gaardsøe. 

## Spillerkarriere
Thomas Gaardsøe spillede i sine unge år i Randers Freja. Hans navn blev omtalt første gang i 1994 og 1995, da han scorede i begge de finaler i Ekstra Bladets Skolefodboldturnering. Han fik senere kontrakt med AaB og spillede to kampe for U19-landsholdet og U21-landsholdet i 1998. I 2001 fik han sit gennembrud i AaB, hvor han erstattede den skadede midterforsvarer Torben Boye. 
I sommeren 2001 blev han solgt til den engelske fodboldklub Ipswich Town i en transferaftale på £1,3 mio. I sommeren 2003 blev han solgt til West Bromwich Albion, hvor han på grund af skadesproblemer var nødsaget til at slutte sin karriere i december 2006. Han vendte tilbage til professionel fodbold i sommeren 2009 for AaB, hvor han tegnede en halvårs-kontrakt indtil nytår, hvorefter han skiftede til Esbjerg fB. I Esbjerg fB havde Gaardsøe en omskiftlig tilværelse, hvor han var med til at rykke ned i 2011, men hvor han også var med til at rykke holdet tilbage i Superligaen i 2012. Han fik i juni 2012 ikke forlænget sin kontrakt med Esbjerg fB, og efter at han to måneder senere endnu ikke havde fundet sig en job, blev det offentliggjort, at Gaardsøe indstillede karrieren.

## Anden virke
Efter Gaardsøe indstillede sin aktive karriere, blev han ansat som ekspert og kommentator på 6'eren.
Han er 3. januar 2024 startet som partner og event manager hos DANA CUP